# Bródi Róbert
Bródi Róbert, ukránul: Ро́берт Йо́сипович Бро́вді, Robert Joszipovics Brovgyi (Ungvár, 1975. augusztus 9. –) közismert katonai ragadványnevén „Magyar” (ukránul: Мадяр) ukrajnai katona, politikus és üzletember, a „Magyar Madarai” (ukránul: Птахи Мадяра) ukrán katonai pilóta nélküli repülőgépes egység alapítója. 2025 júniusától az Ukrán Fegyveres Erők Pilóta Nélküli Repülőgépes Erőinek parancsnoka.

## Életút és üzleti karrier
Bródi Róbert magyar nemzetiségű, innen ered ragadványneve.
Ukrajna orosz inváziója előtt Bródi Róbert sikeres üzletember volt a mezőgazdaság területén.
Az Ungvári Állami Egyetemen tanult vállalkozások gazdaságtana szakon, ahol 1997-ben végzett.
2019 januárjában egy zsák gránátot dobtak Bródi édesapja házának udvarára az Ungvár melletti, Őrdarma (Sztorozsnicja) faluban. A rendőrség nyomozást indított, de nem sikerült azonosítani az elkövetőt. Február 16-án kora reggel hasonló támadás történt, egy ismeretlen személy gránátvetővel lőtt Bródi Róbert édesanyjának házára. A kézi páncéltörő gránátvetőből kilőtt gránát átütötte a ház külső falát és több belső falat, végül megállt a hálószoba falában, ahol Bródi Róbert édesanyja aludt. Ő nem sérült meg.

## Katonai karrierje
Nem sokkal az ukrajnai orosz invázió kezdete előtt Bródi Róbert csatlakozott az Ukrán Területi Védelmi Erőkhöz, ahol egy parancsnoki szakaszhoz osztották be.  A kijevi offenzíva során részt vett a városért folytatott harc során a civilek evakuálásában Irpinyből, valamint részt vett a bucsai és borogyankai harcokban.
Április végén egységét a déli hadjárat során a frontvonalba küldték a Herszon térségében.
Egy idő után Bródi Róbert úgy döntött, hogy vállalkozói képességeivel többet is tehetne ahelyett, hogy „egy átázott lövészárokban ül”. A bürokratikus eljárást kikerülve saját maga gyűjtött pénzt egy „drónflotta” megvásárlására, amellyel létrehozta a „Magyar Madarai” légi felderítő egységet, amelyet beolvasztottak az ukrán 28. gépesített dandárba. Az egység „néhány tucat” pilótából áll, több száz drónnal. Kezdetben az ukrán hadsereg nagy részéhez hasonlóan az egység által használt drónok is a kínai DJI gyártmányú polgári drónok voltak.
Az egység a drónos felderítés öt fő típusában vesz részt: ellenséges erők felderítése, járőrözés a frontvonalon, tüzérségi felderítés, támadások kamikaze drónokkal, és esetenként robbanószerkezetek ledobása az ellenséges katonákra.
A Magyar Madarai 2023 márciusáig részt vettek a bahmuti csatában, amikor Bródi Róbert a közösségi médiában közzétett videóban közölte, hogy az egységnek „110 napnyi” harc után parancsba adták a visszavonulást. A Bródi vezette egység 2023-ban zászlóalj, majd 2024-ben dandárszintű szervezetté vált, és 2024 januárjától az Ukrán Tengerészgyalogság szervezetében működik.
A Magyar Madarai gyakran tesz közzé videókat a harctéren elért „legnagyobb sikereikről”, amelyeken orosz katonák halála látható, amit újságírók „kétségtelen propagandaértékkel” bírónak minősítettek. Bródi Róbert népszerű figurává vált Ukrajnában a közösségi médiában a „háborút követők” körében „csípős hasonlatai és fekete humorba burkolt metaforái” és az „ízes nyugatukrán akcentusa” miatt, melyeket az egységének tevékenységéről közzétett videóinak narrációjában használ.
2025. június 3-án Volodimir Zelenszkij kinevezte az Ukrajna Pilóta Nélküli Rendszerei haderőnem parancsnokává.

## Kitüntetései
- Ukrajna hőse (2025)[12][13]